# Hypocacculus specillum
Hypocacculus specillum är en skalbaggsart som först beskrevs av Sylvain Auguste de Marseul 1855.  Hypocacculus specillum ingår i släktet Hypocacculus och familjen stumpbaggar. Inga underarter finns listade i Catalogue of Life.